# Víctor Castellanos
Víctor Manuel Castellanos Barrios  (ur. 20 kwietnia 1934 w Gwatemali, zm. 21 lutego 1999 tamże) – gwatemalski strzelec, olimpijczyk, medalista igrzysk panamerykańskich.
Brał udział w igrzyskach olimpijskich w latach 1968 (Meksyk) i 1972 (Monachium). W Meksyku, zajął 33. miejsce w konkurencji pistoletu szybkostrzelnego (25 m). W tej samej konkurencji na igrzyskach w Monachium zajął 50. miejsce. W Monachium pełnił również funkcję chorążego reprezentacji Gwatemali.
W 1967 roku zajął szóste miejsce w konkurencji pistoletu szybkostrzelnego (25 m) na igrzyskach panamerykańskich (572 punkty). W tej samej konkurencji na igrzyskach w Cali Castellanos zdobył złoty medal (586 punktów).

## Wyniki olimpijskie
| Igrzyska | Konkurencja                   | Wynik                     | Miejsce |
| -------- | ----------------------------- | ------------------------- | ------- |
| IO 1968  | Pistolet szybkostrzelny, 25 m | 578 punktów (289-289)     | 33.     |
| IO 1972  | Pistolet szybkostrzelny, 25 m | 567 punktów (192-191-184) | 50.     |